# Petr Eben

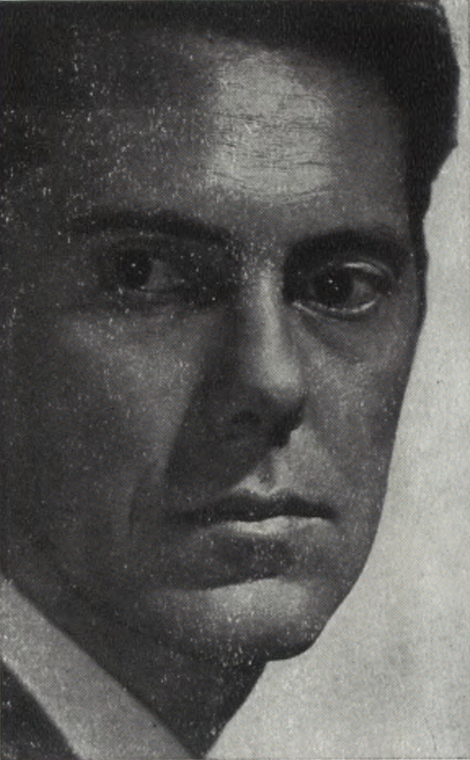
Petr Eben (ca. 1968)

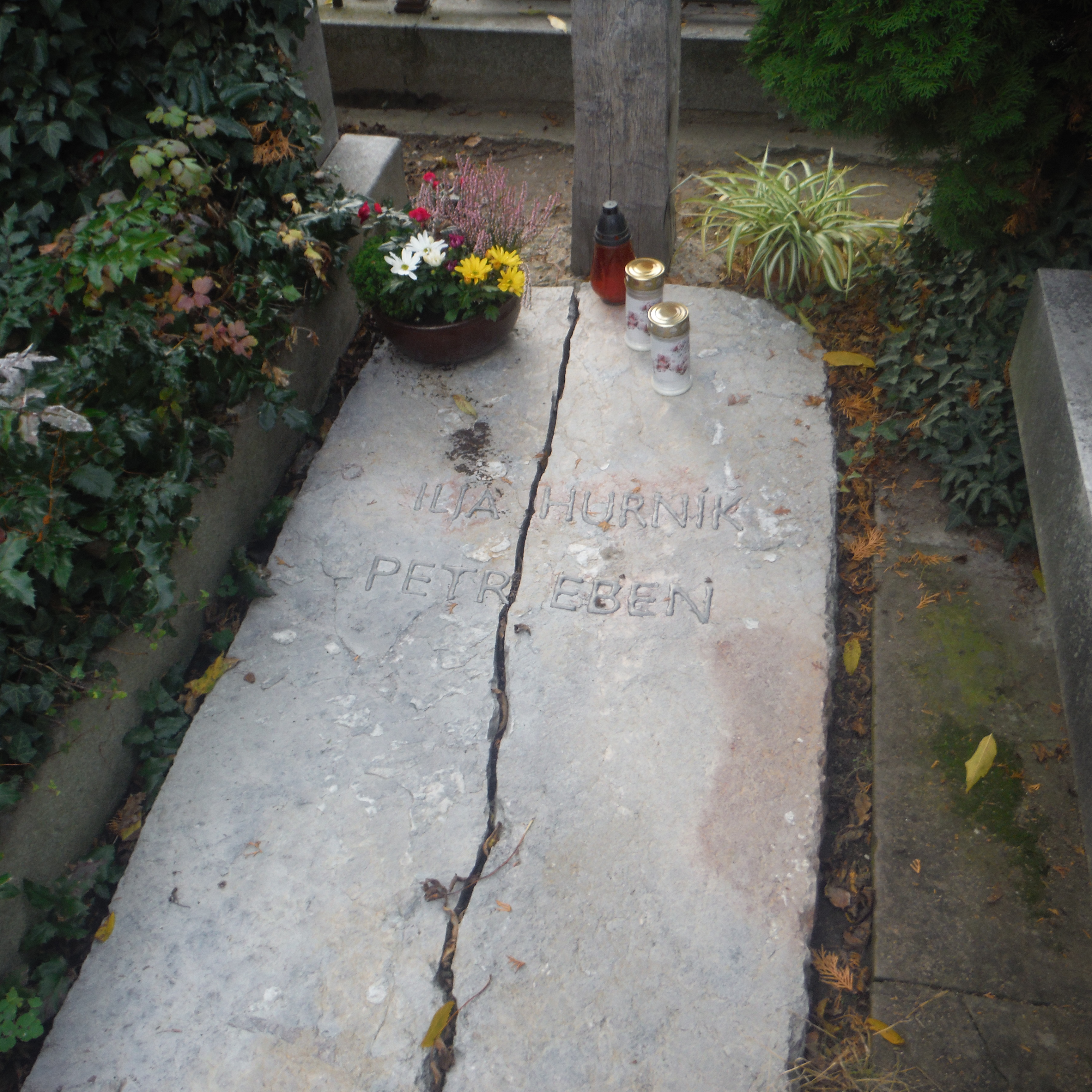
Grab von Petr Eben und seinem Schwager Ilja Hurník auf dem Vyšehrader Friedhof (2014)

Petr Eben (* 22. Januar 1929 in Žamberk, Okres Ústí nad Orlicí, Tschechoslowakei; † 24. Oktober 2007 in Prag, Tschechien) war einer der führenden zeitgenössischen Komponisten der Tschechoslowakei.

## Leben
Petr Eben verbrachte seine Jugend in Český Krumlov. Dort studierte er Klavier, später auch Violoncello und Orgel. Mit zehn Jahren begleitete er bereits die Messen in der St.-Veit-Kirche auf der Orgel. Die Mutter war Katholikin. Der Vater jüdischer Herkunft war Schulinspektor an einer deutschen Grundschule. 
Die zunächst behütete Kindheit zerbrach mit der deutschen Besetzung 1938, zunächst mit Schikanen, später mit Zwangsarbeit auf dem Bau und im Steinbruch. Die Großmutter wurde im Alter von über 80 Jahren ins KZ Theresienstadt verschleppt, wo sie, wie der Großteil der Familie des Vaters, umkam. 1944 wurde auch der Vater deportiert. Petr und sein Bruder Bedřich wurden 1945 ins KZ Buchenwald deportiert. Alle drei konnten überleben. 1948 wurde Petr Eben in die Prager Akademie der musischen Künste aufgenommen, wo er Klavier bei František Rauch und Komposition bei Pavel Bořkovec studierte.
1955 bekam er einen Lehrauftrag am Musikhistorischen Institut der Karls-Universität Prag. 1978–1979 hatte er einen Lehrauftrag für Komposition am Royal Northern College of Music in Manchester. Auch die Jahrzehnte bis 1989 waren für Petr Eben keine leichten Jahre. Ein Großteil seiner Uraufführungen fand im Ausland statt. Erst 1990 wurde er Professor für Komposition an der Prager Akademie der musischen Künste und Präsident des Prager Frühlings-Festivals. Das 1991 uraufgeführte Prager Te Deum 1989 gilt als Dank für die neu gewonnene Freiheit durch die Samtene Revolution. Als Künstler war er auch mit eigenen Aufführungen aktiv, besonders als improvisierender Pianist und Organist, doch der Schwerpunkt seines Schaffens lag stets beim Komponieren.
Petr Eben schrieb eine Vielzahl unterschiedlicher Werke verschiedener Genres, so etwa das Oratorium Apologia Socratus, das Ballett Fluch und Segen (Kletby a dobrořečení), komponiert für das Holland Festival 1983), die symphonischen Orchesterwerke Nachtstunden (Noční hodiny) und Prager Nocturne (Pražské nokturno, für die Internationale Stiftung Mozarteum in Salzburg, das 2. Orgelkonzert für die Einweihung der neuen Orgel des Wiener Funkhauses, die Messe Missa cum populo für das Festival von Avignon, das Oratorium Heilige Symbole (Posvatna znameni) für die Salzburger Kathedrale, sowie die Kirchenoper Jeremias, deren Uraufführung in der deutschsprachigen Übersetzung für das Festival Mitte Europa im Jahr 2000 in Chemnitz stattfand.
1993 wurde Eben mit dem Johann-Wenzel-Stamitz-Preis der Künstlergilde Esslingen ausgezeichnet, im Jahr 2001 mit dem Preis der Europäischen Kirchenmusik.
Sein Grab befindet sich am Vyšehrader Friedhof.

## Werke für Orgel solo
- Sonntagsmusik (komponiert 1957–1958. Bärenreiter Editio Supraphon, Prag 1963):
  - Fantasia I
  - Fantasia II
  - Moto ostinato
  - Finale
- Laudes (komponiert 1964. United Music Publishers, London 1979):
  - Largo
  - Lento
  - Fantastico
  - Gravemente
- Zehn Choralvorspiele (komponiert 1971. Editio Bärenreiter, Prag 2001):
  - Es geht daher des Tages Schein
  - Wohlauf, die ihr hungrig seid
  - Ich dank dir schon durch deinen Sohn
  - In Natali Domino
  - Hinunter ist der Sonne Schein
  - Jesu Kreuz, Leiden und Pein
  - Sonne der Gerechtigkeit
  - Es sind doch selig alle
  - Die Nacht ist kommen
  - Lob Gott getrost mit Singen
- Zwei Choralfantasien (komponiert 1972. Pro Organo, Leutkirch 1987):
  - O Bože veliký
  - Svatý Václave
- Kleine Choralpartita über „O Jesu, all mein Leben bist Du“ (komponiert 1978. Universal Edition, Wien 1980)
- Faust (komponiert 1979–1980. United Music Publishers, London 1983):
  - I. Prolog
  - II. Mysterium
  - III. Lied des Leiermannes
  - IV. Osterchöre
  - V. Studentenlieder
  - VI. Gretchen
  - VII. Requiem
  - VIII. Walpurgisnacht
  - IX. Epilog
- Mutationes für eine oder zwei Orgeln (komponiert 1980. Universal Edition, Wien 1983):
  - I. Impetuoso
  - II. Allegretto
  - III. Veemente
  - IV. Scherzando
  - V. Rapsodico
  - VI. Grazioso
  - VII. Duo (Agitato)
- Versetti (komponiert 1982. Wien: Universal Edition, Wien 1985):
  - I. Ad Offertorium
  - II. Ad Communionem super „Adoro Te“
- A Festive Voluntary: Variationen über „Good King Wenceslas“ (komponiert 1986. United Music Publishers, London 1987)
- Hiob für Orgel und Sprecher (komponiert 1987. United Music Publishers, London 1989):
  - I. Schicksal
  - II. Gesinnungstreue
  - III. Annahme des Leides
  - IV. Sehnsucht nach dem Tode
  - V. Verzweiflung und Resignation
  - VI. Geheimnis der Schöpfung
  - VII. Buße und Erkenntnis
  - VIII. Gottes Lohn
- Hommage à Dietrich Buxtehude. Toccatenfuge (komponiert 1987. Schott, Mainz 1987)
- Due preludi festivi (komponiert 1990–91. Pro Organo, Leutkirch 1994)
- Vier biblische Tänze (komponiert 1992. United Music Publishers, London 1993):
  - I. Davids Tanz vor der Bundeslade
  - II. Tanz der Schulamit
  - III. Tanz von Jephtas Tochter
  - IV. Die Hochzeit zu Kana
- Amen – Es werde wahr. Choralfantasie (komponiert 1993. Möseler, Wolfenbüttel 1998)
- Momenti d'organo (komponiert 1994. Pro Organo, Leutkirch 1994)
- Hommage à Henry Purcell (komponiert 1995. Schott, Mainz 1995)
- Campanae gloriosae (komponiert 1999. Schott, Mainz 2000)
- Triptychon (komponiert 2000. Müller & Schade, Bern 2001)
- Gloria (Mainz: Schott, 2001)
- Evangelische Choräle aus dem Kanzional der Böhmischen Brüder: Choralbearbeitungen und Improvisationsmodelle (Universal Edition, Wien 2002):
  - Singet das Lob unsres Gottes
  - Oh Licht, heilig Dreifaltigkeit (Es geht daher des Tages Schein)
  - Oh komm zu uns, ersehnter Christ
  - Gottes Sohn ist kommen
  - Freu dich über Christus König, Tochter aus Sion
  - Freu dich, Erd und Sternenzelt, Halleluja
  - Christus, Herr, ewger Sohn Gottes
  - Erstanden ist der heilig Christ (Gelobt sei Gott im höchsten Thron)
  - Ei, wahrhaft bußfert'ge Menschen
  - Wie lieb sind mir die Wohnungen des Himmels
  - Gnädigster Herr Jesus
  - Wacht auf, ihr Christen all
- Das Labyrinth der Welt und das Paradies des Herzens für Orgel und Sprecher (komponiert 2003. Panton International, Prag/Mainz 2003):
  - I. Prolog
  - II. Blick auf die Welt
  - III. Masken
  - IV. Die Pfeile des Todes
  - V. Die süßen Ketten der Liebe
  - VI. Das Fest der Akademia
  - VII. Die Ignoranz der Gelehrten
  - VIII. Das Rad der Frau Fortuna
  - IX. Die Frevelhaftigkeit des Menschengeschlechtes
  - X. Die trügerische Versprechung des Goldenen Zeitalters
  - XI. Eitelkeit über Eitelkeit
  - XII. Entsetzen und Ohnmacht
  - XIII. Die Heimkehr zu Gott
  - XIV. Epilog
- Happy Birthday. Präludium (Schott, Mainz 2004)
- Improvisation über ein slowakisches Marienlied (Pro Organo, Leutkirch 2004)
- Paradiesische Nachtigall: Sieben Stücke (Pro Organo, Leutkirch 2004):
  - Gegrüßt sei, du Meerstern
  - Wohin denn sollen wir uns flieh'n
  - Herrlichste Frau der ganzen Welt
  - Erfreue duch [sic], Jungfrau
  - Mütterchen Gottes
  - Maria, du Mutter der Gnaden

## Auswahl sonstiger Werke
- Tabulatura nova
- Missa adventus et quadragesimae, 1952
- Orgelkonzert Nr. 1, 1954
- Hořká hlína (Bittere Erde), Kantate, 1959–60
- Klavierkonzert, 1960–61
- Ordinarium missae, 1966
- Apologia Socratus, Oratorium, 1967
- Truvérská mše, Messe, 1968–69
- Vox clamantis, 1969
- Pragensia, Kantate, 1972
- Noční hodiny (Nachtstunden), Sinfonie, 1975
- Faust, Bühnenmusik, 1976
- Okna podle Marca Chagalla (Fenster nach Marc Chagall), 1976, vier Sätze für Trompete und Orgel
- Hamlet, Bühnenmusik, 1976–77
- Pocta Karlu IV., Kantate, 1978
- Missa cum populo, 1982
- Kletby a dobrořečení, Ballett, 1983
- Orgelkonzert Nr. 2, 1983[1]
- Landscapes of Patmos for Organ and Percussion, 1984. UA Heidelberg 1985 (Wolfgang Dallmann, Wieland Junge)
- Cantico delle Creature, 1987[2]
- Prager Te Deum 1989 (für gem. Chor, 4 Blechbläser, Pauken und Schlagzeug oder Orgel)
- Posvátná znamení, Oratorium, 1992–93
- Proprium festivum monasteriense, Hymne, 1993
- Rhythmus de gaudiis Paradisi, Text nach Thomas Kempensis (1380–1471), 1995
- Jeremias, Oper, 1996–97

## Aufnahmen
Die meisten Werke von Eben wurden beim tschechischen Label Supraphon veröffentlicht. Der norwegische Organist Halgier Schiager veröffentlichte fünf CDs mit Ebens Orgelmusik beim Label Hyperion. In Zusammenarbeit mit dem Komponisten wurde das Gesamtwerk für Orgel solo vom deutschen Organisten Gunther Rost beim Label Motette herausgebracht. Als Rezitator der beiden Zyklen Hiob und Das Labyrinth der Welt und das Paradies des Herzens fungiert Gert Westphal. Beim Label OehmsClassics veröffentlichte Gunther Rost die beiden Konzerte für Orgel und Orchester mit den Bamberger Symphonikern unter der Leitung von Gabriel Feltz, Okna (Fenster) für Orgel und Trompete mit Tine Thing Helseth und Landschaften von Pathmos für Orgel und Schlagzeug mit Babette Haag. 
In der Serie „The King of Instruments“ (Priory Records) spielte die englische Organistin Gillian Weir das Moto Ostinato aus Ebens Sonntagsmusik. Vereinzelt sind auch Aufnahmen erhalten, in denen der Komponist seine eigenen Orgelwerke oder improvisatorische Frühfassungen derselben spielt.